# Список эпизодов мультсериала «Жизнь и приключения робота-подростка»
Жизнь и приключения робота-подростка (англ. My Life as a Teenage Robot) — это американский анимационный научно-фантастический телесериал о супергероях, созданный Робом Рензетти. Он был произведен Frederator Studios в сотрудничестве с Nickelodeon Animation Studio и Rough Draft Studios, предоставляющими услуги анимации. Действие сериала происходит в вымышленном городе Тремортон и рассказывает о приключениях девушки-робота по имени XJ-9, или Дженни, как она предпочитает называться, которая пытается совмещать свои обязанности по защите Земли, пытаясь жить нормальной человеческой жизнью в подростковом возрасте.
Бэкдор-пилот сериала под названием «My Neighbor Was a Teenage Robot» (с англ. — «Мой сосед был роботом-подростком») первоначально транслировал отрывок из эпизода Oh Yeah! Cartoons 5 января 1999 года. Сериал первоначально транслировался в США на канале Nickelodeon с 1 августа 2003 года по 9 сентября 2005 года. Третий сезон транслировался в Азии с 17 ноября 2006 года по 30 марта 2007 года, а также позже, в США с 4 октября 2008 г. по 2 мая 2009 г. на телеканале Nicktoons. Всего за 3 сезона было выпущено 40 (75 сегментов). Все серии мультсериала была доступна на DVD и в электронном виде.

## Сезоны
| Сезон          | Серии          | Серии          | Даты показа    | Даты показа     | Даты показа      |
| Сезон          | Серии          | Серии          | Первая серия   | Последняя серия | Канал            |
| -------------- | -------------- | -------------- | -------------- | --------------- | ---------------- |
| Backdoor pilot | Backdoor pilot | Backdoor pilot | 4 декабря 1999 | 4 декабря 1999  | Nickelodeon      |
| 1              | 13             | 13             | 1 августа 2003 | 27 февраля 2004 | Nickelodeon      |
| 2              | 14             | 14             | 8 декабря 2004 | 9 сентября 2005 | Nickelodeon      |
| 3              | 13             | 13             | 17 ноября 2006 | 30 марта 2007   | Nicktoons (U.S.) |

## Эпизоды

### Пилотный эпизод (1999)
| Название                                                 | Режиссёр     | Storyboard by               | Дата премьеры   |
| -------------------------------------------------------- | ------------ | --------------------------- | --------------- |
| «My Neighbor Was a Teenage Robot»                        | Роб Рензетти | Алекс Кирван и Роб Рензетти | декабрь 4, 1999 |
| Сюжет эпизода такой же, как и в серии «Странные соседи». |              |                             |                 |

### Первый сезон (2003–2004)
| № общий | № в сезоне | Название                                                    | Режиссёр                       | Автор сценария                 | Дата премьеры в США |
| --- | ---------- | ----------------------------------------------------------- | ------------------------------ | ------------------------------ | ------------------- |
| 1a | 1a         | «Странные соседи» «It Came From Next Door»                  | Роб Рензетти                   | Алекс Кирван и Роб Рензетти    | 1 августа 2003      |
| Дженни впервые контактирует с внешним миром, впервые встречаясь с Брэдом и Таком Карбаклами. В то время как Брэд сразу же принимает Дженни как нового друга, Так считает ее не иначе, как «злым роботом-киборгом». |            |                                                             |                                |                                |                     |
| 1b | 1b         | «Нашествие грызунов» «Pest Control»                         | Тим Уэлкер и Роб Рензетти      | Крис Митчелл                   | 1 августа 2003      |
| Лабораторные крысы-мутанты доктора Уэйкман, возглавляемые злым гением Владимиром, также известным как мистер Скраффлс, планируют уничтожить ее, тем самым отомстив за проводимые над ними опыты. Для этой цели они берут под контроль тело Дженни. |            |                                                             |                                |                                |                     |
| 2a | 2a         | «На городской ярмарке» «Raggedy Android»                    | Роб Рензетти                   | Алекс Кирван и Роб Рензетти    | 8 августа 2003      |
| Дженни хочет пойти на городскую ярмарку, но доктор Уэйкман опасается, что Дженни напугает горожан своим присутствием. Под давлением дочери доктор Уэйкман создаёт для неё "экзо-кожу". В ней Дженни идёт на ярмарку в надежде пообщаться с её посетителями. К сожалению, её уродливый вид их только пугает. Тем временем Так пытается побороть свой страх перед колесами обозрения.                                                          |            |                                                             |                                |                                |                     |
| 2b | 2b         | «Урок химии» «Class Action»                                 | Тим Уэлкер и Роб Рензетти      | Брэндон Круз                   | 8 августа 2003      |
| В свой первый день в старшей школе Дженни пытается найти новых друзей, и она думает, что сможет найти их в высокомерных Брит и Тифф Краст. К сожалению, кузины не разделяют этих чувств и планируют унизить ее. |            |                                                             |                                |                                |                     |
| 3a | 3a         | «Разбитые сердца» «Attack of The 5½ Ft. Geek»               | Тим Уэлкер и Роб Рензетти      | Эшли Ленз                      | 15 августа 2003     |
| Когда Дженни спасает местного школьного фаната Шелдона от банды хулиганов, он быстро влюбляется в неё и пытается завоевать её сердце. |            |                                                             |                                |                                |                     |
| 3b | 3b         | «Посланец с планеты роботов» «Doom With A View»             | Тим Уэлкер и Роб Рензетти      | Брэндон Круз                   | 15 августа 2003     |
| Простая снежная битва между Дженни, Брэдом и Таком прерывается странным роботом-послом, который хочет сделать Дженни новым членом Кластера - легиона роботов со штаб-квартирой на планете Кластер Прайм, который планирует поработить людей для ручного труда. Когда она отказывается, посол начинает против нее войну. |            |                                                             |                                |                                |                     |
| 4a | 4a         | «Девичьи слабости» «Ear No Evil»                            | Тим Уэлкер и Роб Рензетти      | Мэри Хэнлей                    | 22 августа 2003     |
| Дженни хочет сделать пирсинг ушей, но мать отказывается делать ей уши. Шелдон предлагает свою помощь в этом, но уши, которые он создал, оказываются непропорционально большими на голове Дженни и мешают ей в битве с роботом-рыцарем Лансером. |            |                                                             |                                |                                |                     |
| 4b | 4b         | «Неопознанный летающий объект» «Unlicensed Flying Object»   | Роб Рензетти                   | Брэндон Круз                   | 22 августа 2003     |
| Брэд разочарован отсутствием водительских. Дженни пытается ему помочь и вручает ему и Таку реактивные ранцы. Летая на них, они находят НЛО, Брэд решает покататься на нём. |            |                                                             |                                |                                |                     |
| 5a | 5a         | «Вечеринка у Дженни» «Party Machine»                        | Тим Уэлкер и Роб Рензетти      | Карлос Рамос                   | 5 сентября 2003     |
| Секретная вечеринка Дженни и Брэда стала хитом. Но кроме того, чтобы держать тусовщиков под контролем, нужно ещё держать дом в целости и сохранности, и удерживать группу крошечных размножающихся инопланетян с Плутона от вторжения на Землю. |            |                                                             |                                |                                |                     |
| 5b | 5b         | «Язык мой — враг мой» «Speak No Evil»                       | Тим Уэлкер и Роб Рензетти      | Крис Митчелл и Роб Рензетти    | 5 сентября 2003     |
| Во время миссии в Японии Дженни теряет один из дисков ее языковой системы с английской речью. Не имея возможности полностью перестать говорить по-японски, она сталкивается с проблемами при общении с людьми. Однако она использует это в своих интересах, чтобы помириться с японским существом, которое растет вместе с водой и страдает от нее.                                                                                          |            |                                                             |                                |                                |                     |
| 6a | 6a         | «Глаза — зеркало души» «See No Evil»                        | Роб Рензетти                   | Чак Клейн                      | 12 сентября 2003    |
| Доктор Уэйкман гордится своим новейшим усовершенствованием для Дженни: многофункциональными глазами, которые могут видеть все в любом ракурсе. Дженни они нравятся, но до тех пор, пока она не увидела, что эти глаза портят её внешний вид. Она отказывается использовать их и шарит по городу, не видя, пока, наконец, не осознает, что они нужны ей для борьбы с невидимым злодеем.                                                       |            |                                                             |                                |                                |                     |
| 6b | 6b         | «Грязнуля» «The Great Unwashed»                             | Тим Уэлкер и Роб Рензетти      | Чак Клейн                      | 12 сентября 2003    |
| Дженни пригласили на последнюю вечеринку ее красивого одноклассника Дона Примы, и она получила настройку и новую раскраску только по этому случаю. Однако Брит и Тифф готовы на все, чтобы помешать Дженни произвести впечатление на вечеринке. |            |                                                             |                                |                                |                     |
| 7a | 7a         | «Искусство быть собой» «The Return of Raggedy Android»      | Роб Рензетти                   | Крис Митчелл и Роб Рензетти    | 19 сентября 2003    |
| Владелец Мезмера, популярного места встречи подростков по всему городу, строго придерживается политики запрета обслуживания роботов в его кафе. Отчаявшись попасть внутрь, Дженни надевает новый улучшенный экзо-скин, чтобы выдать себя за очаровательную девочку-подростка. Однако оказывается, что экзо-скин имеет собственный разум и отказывается позволить Дженни снять его или сразиться с группой инопланетных космических байкеров. |            |                                                             |                                |                                |                     |
| 7b | 7b         | «Не зови робота без нужды» «The Boy Who Cried Robot»        | Боб Жак и Роб Рензетти         | Мэри Хэнлей                    | 19 сентября 2003    |
| Так продолжает прерывать повседневную супергероймкую деятельность Дженни по всяким пустякам. Однако когда возникает большая проблема, призыв Така о помощи игнорируется. |            |                                                             |                                |                                |                     |
| 8a | 8a         | «Кому нужны сёстры?» «Sibling Tsunami»                      | Тим Уэлкер и Роб Рензетти      | Мэри Хэнлей                    | 3 октября 2003      |
| Когда Дженни находит и включает своих «сестер» - ранние прототипы XJ с 1 по 8 - она безумно счастлива. Однако у каждой сестры есть своя личность, и не все они обладают таким же дружелюбием, как Дженни. |            |                                                             |                                |                                |                     |
| 8b | 8b         | «Меня выгнали из детского сада» «I Was A Preschool Dropout» | Рэнди Майерс и Роб Рензетти    | Брэндон Круз                   | 3 октября 2003      |
| Когда стало известно, что Дженни собрана пять лет назад, её переводят в класс, соответствующий ее «возрасту» - в детский сад. Дженни оказывается вынужденной адаптироваться в новой обстановке. |            |                                                             |                                |                                |                     |
| 9a | 9a         | «Трудности подросткового возраста» «Hostile Makeover»       | Роб Рензетти и Крис Соув       | Мэри Хэнлей                    | 24 октября 2003     |
| Когда у Дженни появляются прыщи на лице, меняется голос и из ее тела вырастают лишние провода, Брэд списывает это на половое созревание. Однако вскоре становится очевидно, что «половое созревание» на самом деле является делом Королевы Вексуса из Кластера, которая заразила Дженни вирусом, чтобы превратить ее в лояльного монстра, управляемого Кластером.                                                                            |            |                                                             |                                |                                |                     |
| 9b | 9b         | «Чего стоит слава» «Grid Iron Glory»                        | Тим Уэлкер и Роб Рензетти      | Тревор Уолл                    | 24 октября 2003     |
| Дженни становится звездным футболистом школьной футбольной команды. На матче чемпионата она вскоре оказывается перед бывшим квотербеком Тремортон Хай, которого она заменила. |            |                                                             |                                |                                |                     |
| 10a | 10a        | «Могущественные кристаллы» «Dressed To Kill»                | Роб Рензетти и Крис Соув       | Брэндон Круз                   | 7 ноября 2003       |
| Из-за провала одного из своих отрядов Кластера командир Смайтус теряет тайник сверхмощных кристаллов. Кузины Краст найдя их, украшают кристаллами свои платья. Узнав об их силе, они пытаются с помощью неё избавиться от Дженни и поработить мир. Главная героиня должна использовать свое тонкое чувство моды, чтобы спасти себя и мир. |            |                                                             |                                |                                |                     |
| 10b | 10b        | «Обманка» «Shell Game»                                      | Джон Фунтэйн и Роб Рензетти    | Джон Фунтэйн                   | 7 ноября 2003       |
| Пытаясь доказать Дженни, что мальчики-роботы - придурки по сравнению с ним, Шелдон создает механический костюм и называет себя «Серебряный шлем». Однако план имеет неприятные последствия, когда Дженни начинает влюбляться в Серебряного Шлема. |            |                                                             |                                |                                |                     |
| 11a | 11a        | «Во сне и наяву» «Daydream Believer»                        | Джон Фунтэйн и Роб Рензетти    | Крис Митчелл и Стивен Сандовал | 21 ноября 2003      |
| Как робот, Дженни хочет испытать то, что значит видеть сны. Когда доктор Уэйкман устанавливает чип сновидений, Дженни начинает злоупотреблять его функциями, из-за чего застревает в режиме сна и лунатизма, вызывая хаос в городе. |            |                                                             |                                |                                |                     |
| 11b | 11b        | «Что такое щекотка» «This Time With Feeling»                | Роберт Альварез и Роб Рензетти | Карлос Рамос                   | 21 ноября 2003      |
| Желание Дженни познать чувство физического контакта заставляет её украсть набор искусственных нервов у доктора Уэйкман. Однако нервы имеют только две настройки: щекотание и боль. Дженни должна справиться с этим, сражаясь с Химкулесом, злодеем, сила которого возрастает, когда он видит боль других, и ослабевает при звуке смеха. |            |                                                             |                                |                                |                     |
| 12a | 12a        | «Шлем-спасатель» «Saved By The Shell»                       | Рон Хугарт и Роб Рензетти      | Брэндон Круз                   | 23 января 2004      |
| Шелдон под видом Серебряного Шлема хочет устроить свидание с Дженни. Однако, к большому огорчению Шелдона, у неё уже свидание с Доном Примой. Злая муха-мутант, которая может есть металл, нападает на людей в ресторане во время свидания, в то время как Серебряный Шлем пытается сорвать свидание, испортив красивые туфли Дона. |            |                                                             |                                |                                |                     |
| 12b | 12b        | «Выставка роботов» «Tradeshow Showdown»                     | Рон Хугарт и Роб Рензетти      | Берни Питерсон                 | 23 января 2004      |
| Дженни застряла на съезде роботов с доктором Уэйкман. Оскорбленная всеми другими роботами и оскорбленная соперником доктора Уэйкман, доктором Финеасом Моггом, Дженни за утешением отправляется к роботу по имени Ви. Однако «Ви» на самом деле является замаскированной Вексус, стремящейся набрать новых членов Кластера. |            |                                                             |                                |                                |                     |
| 13a | 13a        | «Чудесный мир Виззли» «The Wonderful World of Wizzly»       | Роб Рензетти и Крис Соув       | Крис Дент                      | 27 февраля 2004     |
| Дженни получает возможность посетить тематический парк Мир Виззли с Брэдом и Таком, и она не может не думать, что роботы в парке чувствуют себя несчастными. Однако, когда Дженни спасает их из парка, наступает хаос. |            |                                                             |                                |                                |                     |
| 13b | 13b        | «Вызов» «Call Hating»                                       | Тим Уэлкер и Роб Рензетти      | Эд Бейкер                      | 27 февраля 2004     |
| Доктору Уэйкман надоело, что Дженни часто вешает трубку, не желая её слушать. Тогда она решает перепрограммировать коммуникатор Дженни, пока та спит, чтобы всегда быть с ней на связи. |            |                                                             |                                |                                |                     |

### Второй сезон (2004–2005)
| № общий | № в сезоне | Название                                                        | Режиссёр                    | Автор сценария                                             | Дата премьеры в США |
| --- | ---------- | --------------------------------------------------------------- | --------------------------- | ---------------------------------------------------------- | ------------------- |
| 14 | 1          | «Робот на все времена» «A Robot For All Seasons»                | Крис Соув и Роб Рензетти    | Джон Фунтэйн, Брэндон Круз                                 | 8 декабря 2004      |
| Дженни невольно запрограммирована на зло против ее воли избалованным ребенком по имени Тодд Суини, который использует ее, чтобы испортить праздники для всего Тремортона. Когда она возвращается к нормальной жизни, она обнаруживает, что весь город повернулся против нее, и никто не верит ее мольбам о невиновности, за исключением одного человека, который поклоняется ей как богине - Шелдон. Однако Тодд все еще намерен использовать ее, чтобы испортить самый большой праздник в году - Рождество. |            |                                                                 |                             |                                                            |                     |
| 15a | 2a         | «Шокирующее будущее» «Future Shock»                             | Крис Соув и Роб Рензетти    | Брэндон Круз                                               | 24 января 2005      |
| Когда Так смотрит в Будущескоп доктора Уэйкман и видит видение, которое заставляет его поверить, что Дженни убьет Брэда, то решает во что бы то ни стало чтобы помешать Брэду уехать на показ фильма и остановить Дженни. |            |                                                                 |                             |                                                            |                     |
| 15b | 2b         | «101 унижение» «Humiliation 101»                                | Крис Соув и Роб Рензетти    | Берни Питерсон                                             | 24 января 2005      |
| Доктор Уэйкман приезжает в школу Тремортон, чтобы рассказать о Дженни на специальном научном собрании. Боясь унижения, Дженни пытается помешать матери говорить на собрании. |            |                                                                 |                             |                                                            |                     |
| 16a | 3a         | «Последний неудачник боевика» «Last Action Zero»                | Крис Соув и Роб Рензетти    | Джон Фунтэйн                                               | 25 января 2005      |
| Брэд получает шанс присоединиться к Небесному Патрулю в надежде, что он сможет помочь Дженни в ее обязанностях. Однако вскоре он обнаруживает, что на новой работе ему не остается ничего, кроме бумажной работы. |            |                                                                 |                             |                                                            |                     |
| 16b | 3b         | «Превосходство разума над материей» «Mind Over Matter»          | Крис Соув и Роб Рензетти    | Брэндон Круз                                               | 25 января 2005      |
| Брэд рассказывает Дженни о запланированном устаревании вещей. Когда она обнаружила, что не может победить энергетического вампира Гигаватта, Дженни опасается, что ее спишут в утиль как устаревшего робота. Будучи преисполненной решимости победить Гигаватта, она всячески пытается «улучшить» себя, чтобы компенсировать свои слабости против Гигаватта. |            |                                                                 |                             |                                                            |                     |
| 17a | 4a         | «Любовь на привязи» «Love 'Em Or Leash 'Em»                     | Крис Соув и Роб Рензетти    | Габе Сварр                                                 | 26 января 2005      |
| Новый парень Дженни, мужчина-робот по имени Кенни, созданный соперником доктора Уэйкман доктором Моггом (который копирует многие изобретения доктора Уэйкман, добавляя отличительные особенности), поначалу кажется ей идеальной парой; однако вскоре Кенни начинает проявлять странные собачьи черты. Между тем новую пару привлекает ревность Шелдона. |            |                                                                 |                             |                                                            |                     |
| 17b | 4b         | «Супер-роботы-подростки» «Teen Team Time»                       | Крис Соув и Роб Рензетти    | Келли Армстронг                                            | 26 января 2005      |
| Команда подростков прибыла на Землю, и они очень впечатлены способностями Дженни. Дженни, кажется, более чем рада присоединиться к команде, но обнаруживает, что игнорирует других своих друзей в пользу группы героев, которые в основном настроены против «нормальных людей». |            |                                                                 |                             |                                                            |                     |
| 18a | 5a         | «Почётная гостья» «Pajama Party Prankapalooza»                  | Крис Соув и Роб Рензетти    | Хизер Мартинез                                             | 27 января 2005      |
| Дженни приглашают на девичник Брит и Тифф, и, как обычно, кузины используют наивность и желание Дженни произвести на них впечатление для того, чтобы заставлять её устраивать шалости по всему городу. Доктор Уэйкман должен остановить Дженни, прежде чем Небесный Патруль настигнет ее дочь. |            |                                                                 |                             |                                                            |                     |
| 18b | 5b         | «Сестра-кувалда» «Sister Sledgehammer»                          | Крис Соув и Роб Рензетти    | Майк Кункель                                               | 27 января 2005      |
| В очередной битве командир Смайтус похищает Дженни и превращает её в огромного металлического робота, чтобы с его помощью захватить мир. Роботы серии XJ пробуждаются и идут на помощь своей сестре. |            |                                                                 |                             |                                                            |                     |
| 19a | 6a         | «Мой первый танец» «Dancing With My Shell»                      | Крис Соув и Роб Рензетти    | Джон Фунтэйн                                               | 28 января 2005      |
| Дженни приглашает Серебряного Шлема на школьный "Бал Белого Танца", и Шелдон надеется, что он сможет произвести на Дженни впечатление, а после раскрыть ей свою личность. Однако все начинает идти не по плану, когда Летта и космические байкеры прерывают танец. |            |                                                                 |                             |                                                            |                     |
| 19b | 6b         | «80 кусочков вокруг света» «Around The World In Eighty Pieces»  | Крис Соув и Роб Рензетти    | Берни Питерсон                                             | 28 января 2005      |
| Изобретатель Империи Кластер Кракус с помощью своего изобретения сумел разбросать части Дженни по всему миру, и Брэд, Так и Шелдон должны собрать своего друга, прежде чем Кракус сможет призвать Вексуса для захвата мира. |            |                                                                 |                             |                                                            |                     |
| 20a | 7a         | «Армагедроид» «Armagedroid»                                     | Крис Соув и Роб Рензетти    | Том Кинг                                                   | 25 марта 2005       |
| Армагедроид - когда-то могущественный глобальный защитник, запрограммированный на разоружение и уничтожение всего оружия до того, как он стал изгоем, - возвращается в Тремортон, и Дженни оказывается неспособной остановить такого огромного робота. |            |                                                                 |                             |                                                            |                     |
| 20b | 7b         | «Кровавый убийца» «Killgore»                                    | Крис Соув и Роб Рензетти    | Дэйв Томас                                                 | 25 марта 2005       |
| Киллгор, маленький заводной робот, надеется похитить Дженни в надежде произвести впечатление на Кластер, но никто не может устоять перед его непреднамеренно милой внешностью. |            |                                                                 |                             |                                                            |                     |
| 21a | 8a         | «Настырный напарник» «A Pain In My Sidekick»                    | Крис Соув и Роб Рензетти    | Берни Питерсон                                             | 23 июня 2005        |
| Так восхищается Серебряным Шлемом, поэтому ему удается убедить Шелдона сделать его верным помощником Серебряного Шлема - Консервной Банкой. Однако быть помощником супергероя - это не совсем то, чего он ожидал. |            |                                                                 |                             |                                                            |                     |
| 21b | 8b         | «Разгром» «Crash Pad Crash»                                     | Крис Соув и Роб Рензетти    | Хизер Мартинез                                             | 23 июня 2005        |
| Новая «холостяцкая квартира» Дженни - новый центр веселья в городе, но её новый образ жизни на вечеринках начинает мешать её личным обязанностям. |            |                                                                 |                             |                                                            |                     |
| 2223 | 910        | «Побег из империи Кластера» «Escape from Cluster Prime»         | Крис Савино и Роб Рензетти  | Брэндон Круз, Хитер Мартинез, Крис Реккарди, Брайан Эндрюс | 12 августа 2005     |
| Презираемая Тремортоном после того, как она испортила празднование 300-летия города во время битвы с Вексусом, Дженни надоело, что ее не ценят люди, и вскоре она оказывается в Кластере Прайм, столице империи Вексуса. У нее наконец-то появляется шанс жить с другими роботами, подобными ей, но вскоре она обнаруживает, что Кластер Прайм больше, чем кажется на первый взгляд. |            |                                                                 |                             |                                                            |                     |
| 24 | 11         | «Жертва моды» «Victim of Fashion»                               | Крис Соув и Роб Рензетти    | Алекс Кирван и Брэндон Круз                                | 6 сентября 2005     |
| Чтобы не отставать друг от друга, между Дженни и кузинами Краст разгорается модная война. Брит и Тифф используют психологические уловки, заставляя Дженни стесняться своего веса. Поэтому та убеждает Шелдона сделать её как можно легче, что приводит к отказу от оружия и доспехов. |            |                                                                 |                             |                                                            |                     |
| 25a | 12a        | «Создавая женщину» «Designing Women»                            | Крис Соув и Роб Рензетти    | Брэндон Круз                                               | 7 сентября 2005     |
| Пытаясь найти путь в сердце Дженни, Шелдон крадет набор схем XJ-9 у доктора Уэйкман. Вексус, однако, также видит схемы и хочет замаскироваться под «QT2», чтобы обманом украсть у Шелдона схемы. |            |                                                                 |                             |                                                            |                     |
| 25b | 12b        | «Бои роботов» «Robot Riot»                                      | Джон Фунтэйн и Роб Рензетти | Джон Фунтэйн                                               | 7 сентября 2005     |
| Дженни уступает просьбе Такка принять участие в битве роботов, несмотря на то, что находит это занятие варварским. |            |                                                                 |                             |                                                            |                     |
| 26a | 13a        | «Большое приключение Брэда» «Bradventure»                       | Крис Соув и Роб Рензетти    | Джон Фунтэйн                                               | 8 сентября 2005     |
| Устав от того, что он всё время в тени Дженни, Брэд намеревается сам стать героем. Однако он оказывается в подземелье, где сталкивается с ученым доктором Локусом и его дочерью Мелоди. Локусу нужны схемы XJ-9 по пока неизвестным причинам, и когда Дженни вырубается в бою, Брэду приходится проявить себя, чтобы спасти себя и свою подругу. |            |                                                                 |                             |                                                            |                     |
| 26b | 13b        | «Драма с мамой» «Mama Drama»                                    | Крис Соув и Роб Рензетти    | Хизер Мартинез                                             | 8 сентября 2005     |
| Дженни убеждена, что новый парень доктора Уэйкман - психопат. |            |                                                                 |                             |                                                            |                     |
| 27a | 14a        | «Игры с Дженни» «Toying with Jenny»                             | Крис Соув и Роб Рензетти    | Брэндон Круз                                               | 9 сентября 2005     |
| Совершенно новые игрушки «Стремительная Дженни» пользуются огромным успехом, и Дженни оказывается очарованной славой. Но вскоре выясняется, что игрушки - это новый план Вексуса и Кракуса по завоеванию мира. |            |                                                                 |                             |                                                            |                     |
| 27b | 14b        | «Нелёгкая жизнь мутанта-ниндзя» «Teenage Mutant Ninja Troubles» | Крис Соув и Роб Рензетти    | Крис Дент и Джон Фунтэйн                                   | 9 сентября 2005     |
| Из-за внутренних разногласий Команда подростков распалась. Мисти возвращается на Землю, чтобы быть с Дженни. В школе ее дразнили двоюродные братья Краст за ее внешность, Мисти убеждает Дженни жестоко отомстить им с помощью розыгрыша. |            |                                                                 |                             |                                                            |                     |

### Третий сезон (2006–2007)
| № общий | № в сезоне | Название                                                                | Режиссёр                                     | Автор сценария               | Дата премьеры в Азии | Дата премьеры в США |
| --- | ---------- | ----------------------------------------------------------------------- | -------------------------------------------- | ---------------------------- | -------------------- | ------------------- |
| 28a | 1a         | «Кумир» «Teen Idol»                                                     | Роб Рензетти и Крис Соув                     | Берни Питерсон               | 17 ноября 2006       | 4 октября 2008      |
| Группа инопланетян поклоняется Дженни после того, как её ошибочно принимают за «богиню комет». Сначала это кажется весёлым, но вскоре они сводят Дженни с ума. Однако инопланетяне обещают оставить её в покое после последней церемонии. В ходе этой церемонии Дженни невольно притягивает Солнце к Земле, но потом использует ту же церемонию в противоположном направлении. Затем она отправляет космический корабль пришельцев на эллиптическую орбиту вокруг Солнца, превращая его в комету. Земля спасена, но кого-то нет... |            |                                                                         |                                              |                              |                      |                     |
| 28b | 1b         | «Старина Шелдон» «Good Old Sheldon»                                     | Боб Жак и Роб Рензетти                       | Брэндон Круз и Стив Сандовал | 17 ноября 2006       | 4 октября 2008      |
| Оказывается, бедный Шелдон застрял на корабле пришельцев, когда Дженни избавилась от него (в предыдущем эпизоде), и он десятилетиями пытался вернуться на Землю (хотя на Земле прошло совсем немного времени с тех пор, как он ушел. ). Будем надеяться, что Дженни сможет вернуть его в прежний возраст. |            |                                                                         |                                              |                              |                      |                     |
| 29a | 2a         | «Стальная девочка» «Girl of Steal»                                      | Роберт Альварез и Роб Рензетти               | Брэндон Круз                 | 20 октября 2006      | 11 октября 2008     |
| Дженни очень хочет популярный музыкальный проигрыватель под названием Musique, но он очень дорогой. Поэтому Дженни пробует другой метод: украсть его! |            |                                                                         |                                              |                              |                      |                     |
| 29b | 2b         | «Мистические возможности» «Mist Opportunities»                          | Рэнди Майерс и Роб Рензетти                  | Берни Питерсон               | 20 октября 2006      | 11 октября 2008     |
| Пока Мисти находится в Тремортоне и вносит свой вклад в обеспечение безопасности города (хотя и не бесплатно), Дженни решает оставить супергеройство и начинает расслабляться. Но когда корыстные привычки Мисти вступают в противоречие со взглядами Дженни на защиту невиновных, между ними происходит битва. Что будет с их дружбой? |            |                                                                         |                                              |                              |                      |                     |
| 30a | 3a         | «Невеста болванчика» «Puppet Bride»                                     | Рэнди Майерс и Роб Рензетти                  | Чак и Венди Гриб             | 18 января 2007       | 18 октября 2008     |
| Одно из старых творений миссис Уэйкман, кукла-робот по имени «Малыш Желудь», пытается сделать Дженни своей невестой. |            |                                                                         |                                              |                              |                      |                     |
| 30b | 3b         | «Историоники» «Historionics»                                            | Рэнди Майерс и Роб Рензетти                  | Скотт Берн                   | 18 января 2007       | 18 октября 2008     |
| Дженни, Брэд, Так и Шелдон оказываются на безлюдном острове, населенном враждебными роботизированными клонами исторических личностей, созданных Дядей Визли - создателем теметических парков "Мир Визли". Что ещё хуже, резервная энергия Дженни вот-вот закончится! |            |                                                                         |                                              |                              |                      |                     |
| 31a | 4a         | «Неспетая мелодия» «No Harmony with Melody»                             | Роберт Альварез и Роб Рензетти               | Джон Фунтэйн                 | 11 августа 2006      | 25 октября 2008     |
| Мелоди возвращается в Тремортон, и Брэд начинает проводить с ней больше времени, чем с Дженни. Главная героиня просто ревнует, или Мелоди на самом деле представляет опасность? |            |                                                                         |                                              |                              |                      |                     |
| 31b | 4b         | «Так сказал Так» «Tuckered Out»                                         | Грег Миллер и Роб Рензетти                   | Хизер Мартинез               | 11 августа 2006      | 25 октября 2008     |
| Если Так не сдаст свой доклад, он останется на второй год во втором классе. Его задание: проект над личным героем. Его субъект: Дженни. Его проект: создать фильм о жизни Дженни. Его характер: он слишком полон энтузиазма и самоуверенности, что может навредить дружбе с Дженни. |            |                                                                         |                                              |                              |                      |                     |
| 32a | 5a         | «Боязнь сцены» «Stage Fright»                                           | Роберт Альварез и Роб Рензетти               | Брайан Эндрюс                | 29 сентября 2006     | 1 ноября 2008       |
| Дженни не проходит прослушивание в школьной пьесе «Ромео и Джульетта» из-за того, что она робот. Однако взгляды её и режиссёра пьесы подвергаются сомнению, когда две разные расы инопланетян приземляются с неожиданным визитом. |            |                                                                         |                                              |                              |                      |                     |
| 32b | 5b         | «Никогда не говори "Дядя"» «Never Say Uncle»                            | Рэнди Майерс и Роб Рензетти                  | Уилл Финн                    | 29 сентября 2006     | 1 ноября 2008       |
| После того, как электронная записная книжка Норы вышла из строя, Дженни узнаёт, что у неё есть тётя. Дженни приглашает её в гости, но быстро осознаёт, что тётя и ее сестра Нора Уэйкман не совсем сходятся во взглядах. |            |                                                                         |                                              |                              |                      |                     |
| 33a | 6a         | «Ложка с хаосом» «A Spoonful of Mayhem»                                 | Роб Рензетти и Крис Савино                   | Крис Реккарди                | 6 октября 2006       | 8 ноября 2008       |
| После того, как Дженни останавливает группу беглых живых фруктов и овощей, завидующий её успехам лейтенант Небесного Патруля пытается навсегда отключить её. |            |                                                                         |                                              |                              |                      |                     |
| 33b | 6b         | «Агент 00Шелдон» «Agent 00' Sheldon»                                    | Рэнди Майерс и Роб Рензетти                  | Хизер Мартинез               | 16 января 2007       | 8 ноября 2008       |
| Шелдон был нанят тайным агентством, чтобы стать своего рода секретным агентом. Там он узнаёт о предполагаемом заговоре с целью уничтожить всех до последнего роботов в Тремортоне. |            |                                                                         |                                              |                              |                      |                     |
| 34a | 7a         | «Путешествие на планету байкеров» «Voyage to The Planet of The Bikers»  | Рэнди Майерс и Роб Рензетти                  | Берни Питерсон               | 16 февраля 2007      | 15 ноября 2008      |
| Космическим байкершам удалось превратить Дженни в мотоцикл, и теперь главная героиня с Таком направляются на планету Байкеров, чтобы заставить злодеев вернуть всё на свои места! |            |                                                                         |                                              |                              |                      |                     |
| 34b | 7b         | «Пчела-матка» «Queen Bee»                                               | Рэнди Майерс и Роб Рензетти                  | Синди Морроу                 | 16 февраля 2007      | 15 ноября 2008      |
| Вексус вернулась, и в новом облике подростка. Объединившись с Брит и Тифф, бывшая королева кластеров становится очень популярной в школе, до такой степени, что даже кузины Краст не могут с ней конкурировать. |            |                                                                         |                                              |                              |                      |                     |
| 35a | 8a         | «Заразная личность» «Infectious Personality»                            | Рэнди Майерс и Роб Рензетти                  | Берни Питерсон               | 5 декабря 2006       | 22 ноября 2008      |
| Уничтожив серию астероидов, угрожающих уничтожить Землю, Дженни возвращается на Землю, принеся с собой пыль, которая заражает её близких друзей неизвестным вирусом. |            |                                                                         |                                              |                              |                      |                     |
| 35b | 8b         | «Смертельное заточение» «Enclosure of Doom»                             | Даниэль де ля Вега, Монти Янг и Роб Рензетти | Брайан Эндрюс                | 6 октября 2006       | 22 ноября 2008      |
| Дженни просыпается и обнаруживает, что оказалась в загадочном месте, где лазерные пистолеты и другие механизмы встречаются на каждом шагу. И единственный, кто может ей помочь - это ... Киллгор? |            |                                                                         |                                              |                              |                      |                     |
| 36a | 9a         | «Оружие массового уничтожения» «Weapons of Mass Distraction»            | Крис Савино, Крис Соув и Роб Рензетти        | Хизер Мартинез               | 13 января 2006       | 21 февраля 2009     |
| Дженни влюблена в нового подростка по имени Трэвис, но есть только одна проблема: Трэвис боится всего механического. Сцена с отцом Трэвиса на фабрике основана на фильме Чарли Чаплина «Новые времена». |            |                                                                         |                                              |                              |                      |                     |
| 36b | 9b         | «Нет места лучше, чем родная школа» «There's No Place Like Home School» | Рэй Поинтер, Грег Миллер и Роб Несслер       | Берни Питерсон               | 13 января 2006       | 21 февраля 2009     |
| После несчастного случая, в котором Дженни засунула ученика в мусорное ведро, её переводят на домашнее обучение. Дженни это может не нравиться, но её мать пользуется возможностью научить свою дочь ... возможно, даже слишком многому. |            |                                                                         |                                              |                              |                      |                     |
| 37a | 10a        | «Брачные кандалы» «Ball and Chain»                                      | Рэнди Майерс и Роб Рензетти                  | Брэндон Круз                 | 2 февраля 2007       | 28 февраля 2009     |
| Брэд женится, но не по собственному желанию. Космические байкеры хотят женить бедного Брэда на Тэмми. Но действительно ли Брэд хочет, чтобы его спасли? |            |                                                                         |                                              |                              |                      |                     |
| 37b | 10b        | «День труда» «=Labor Day»                                               | Рэнди Майерс и Роб Рензетти                  | Уилл Финн                    | 2 февраля 2007       | 28 февраля 2009     |
| Небесный Патруль требует, чтобы Дженни заплатила за восстановление города после того, как она, дурачась, случайно его разрушила. Теперь Дженни отчаянно ищет работу. |            |                                                                         |                                              |                              |                      |                     |
| 38a | 11a        | «Легион зла» «The Legion of Evil»                                       | Роб Рензетти и Крис Савино                   | Джон Фунтэйн                 | 10 ноября 2006       | 18 апреля 2009      |
| Владимир (Мистер Скраффлз), Лансер, Мадслингер и Братья Безумный Молот образуют «Легион Зла», чтобы отомстить Дженни. |            |                                                                         |                                              |                              |                      |                     |
| 38b | 11b        | «Цена любви» «The Price of Love»                                        | Рэнди Майерс и Роб Рензетти                  | Хизер Мартинез               | 10 ноября 2006       | 18 апреля 2009      |
| Шелдон пытается заставить Дженни ревновать. Для этого он просит Терезу, чтобы она за плату притворялась его девушкой. |            |                                                                         |                                              |                              |                      |                     |
| 39a | 12a        | «Неуязвимый Так» «Indes-Tuck-tible»                                     | Роб Рензетти и Крис Савино                   | Джон Фунтэйн                 | 16 января 2007       | 25 апреля 2009      |
| После того, как его чуть не сбил грузовик, Так становится гипер-параноиком во всем. Но когда Дженни показала ему через Будущескоп, что он будет жить долго, Так решает, что раз он не умрет, то может жить полноценной жизнью и делать абсолютно всё, что ему захочется. К несчастью для Дженни, это означает, что придётся постоянно оберегать Така от необдуманных действий. |            |                                                                         |                                              |                              |                      |                     |
| 39b | 12b        | «Грязные разговоры» «Trash Talk»                                        | Рэнди Майерс и Роб Рензетти                  | Брэндон Круз                 | 5 декабря 2006       | 25 апреля 2009      |
| Дженни, Брэд и Так, похоже, не могут прийти к единому мнению о правилах настольной игры. Но когда мальчики сопровождают миссию Дженни на астероид-свалку, они сталкиваются с Вексусом, Смайтусом и Кракусом, которые застряли на астероиде. Бывшая Королева Кластера пытается высосать из Дженни её энергию, но она и её приспешники не могут договориться о том, для чего использовать эту энергию. |            |                                                                         |                                              |                              |                      |                     |
| 40a | 13a        | «Пыльный самурай» «Samurai Vac»                                         | Рэнди Майерс и Роб Рензетти                  | Брэндон Круз                 | 30 марта 2007        | 2 мая 2009          |
| Дженни невольно позорит японского робота-пылесоса-самурая во время миссии в Токио, и теперь она должна восстановить его честь. |            |                                                                         |                                              |                              |                      |                     |
| 40b | 13b        | «Перебежчики» «Turncoats»                                               | Рэнди Майерс и Роб Рензетти                  | Берни Питерсон               | 30 марта 2007        | 2 мая 2009          |
| На съезде изобретений последнее изобретение профессора Уэйкман сходит с ума. Вскоре после этого все предыдущие модели роботов XJ также начинают атаковать Нору. Дженни и её мать должны выяснить, кто за этим стоит. |            |                                                                         |                                              |                              |                      |                     |

### Комментарии
1. 1 2 3 4  Третий сезон был показан с 17 ноября 2006 по 30 марта 2007 на Nicktoons в Азии, затем в США с 4 октября 2008 по 2 мая 2009 года.